# Понткі
Понткі (пол. Pątki) — село в Польщі, у гміні Любовідз Журомінського повіту Мазовецького воєводства.
Населення — 63 особи (2011).
У 1975-1998 роках село належало до Цехановського воєводства.

## Демографія
Демографічна структура станом на 31 березня 2011 року:
|          | Загалом | Допрацездатний вік | Працездатний вік | Постпрацездатний вік |
| -------- | ------- | ------------------ | ---------------- | -------------------- |
| Чоловіки | 32      | 6                  | 23               | 3                    |
| Жінки    | 31      | 5                  | 14               | 12                   |
| Разом    | 63      | 11                 | 37               | 15                   |